# Friedrich Gustav Kögel

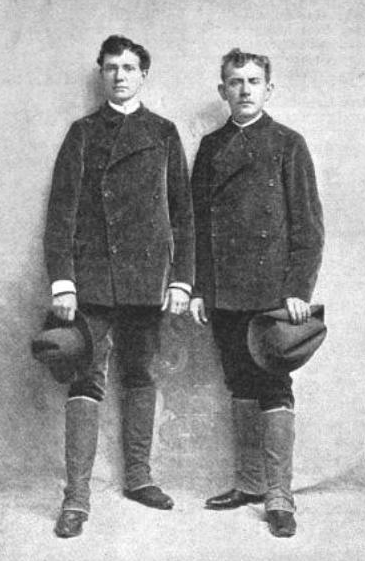
Thörner und Kögel

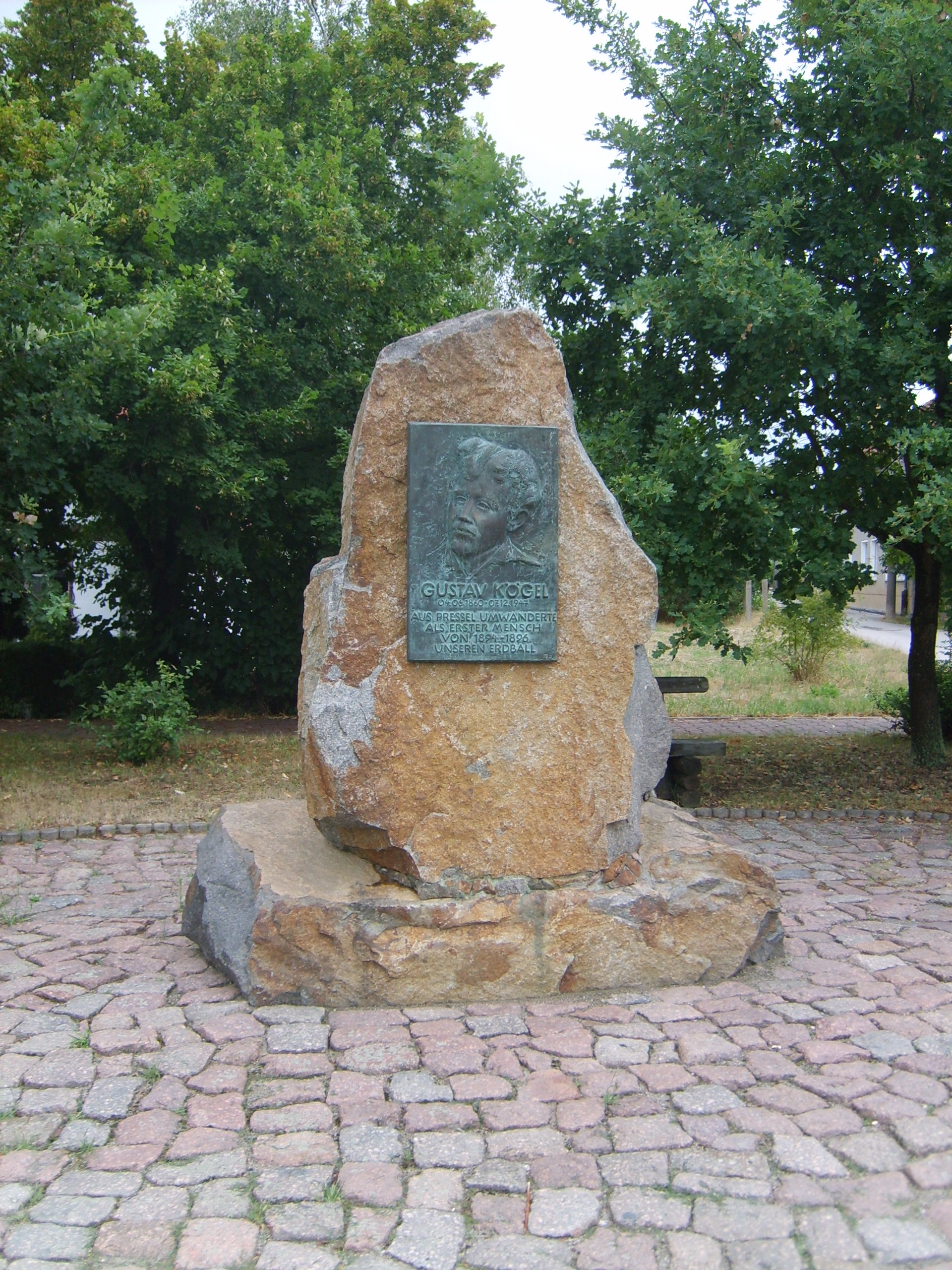
Gustav Kögel-Gedenkstein in Pressel

Friedrich Gustav Kögel (* 4. Juni 1860 in Pressel; † 7. Dezember 1947 in Chicago) war der erste Globetrotter.
Nach seiner Schulzeit erlernte er den Beruf eines Schneiders und wanderte schon frühzeitig nach Amerika aus. In einer bedeutenden Zeitung in San Francisco wurde die Wette Wer schafft eine Reise zu Fuß um die ganze Welt? ausgeschrieben. Kögel nahm mit seinem Freund Fred Thörner diese Wette an. Innerhalb von 2 Jahren von 1894 bis 1896 wanderten die beiden auf einer vorgeschriebenen Route um die Erde und waren damit die allerersten Weltumwanderer. Sie verdienten ihren Lebensunterhalt mit Zeitungsberichten, Vorträgen und Fotografien. Die Leistung erlebte damals ein weltweites Echo in den Medien.
Im Juni 1900 lernte Kögel in Beirut den Abenteuerschriftsteller Karl May kennen, welcher ihm darauf ein Gedicht schenkte und seine Begegnung mit Kögel später in seinen Tagebuchaufzeichnungen festhielt.

## Ehrungen
- Gedenkstein gegenüber der Dorfkirche in seinem Geburtsort Pressel[2]
- 6,3 Kilometer langer Kögel-Rundwanderweg in und um Pressel